# Agrilus hazardi
Agrilus hazardi är en skalbaggsart som beskrevs av Knull 1966. Agrilus hazardi ingår i släktet Agrilus och familjen praktbaggar. Inga underarter finns listade i Catalogue of Life.